# Luis Soto Colque
Luis Alberto Soto Colque (Mejía, Arequipa, 14 de mayo de 1973), llamado también Qara Q'ompo (en quechua 'pelota de cuero'), es un biólogo, periodista deportivo y comunicador peruano conocido por sus transmisiones de fútbol en quechua cusqueño.

## Trayectoria
Luis Alberto Soto Colque nació en Mejía en el departamento de Arequipa en 1973. Creció en el departamento del Cusco y fue al Colegio Nacional Inmaculada Concepción (CNIC, secundaria) en Sicuani. Estudió Biología en la Universidad Nacional de San Antonio Abad del Cusco (UNSAAC).
Soto empezó a narrar noticias en quechua en 2003, cuando el Club Cienciano del Cusco venció al Club Atlético River Plate de Buenos Aires y así ganó la Copa Sudamericana 2003. Soto era comunicador de Radio Mundo y había narrado exclusivamente en castellano; pero, cuando Cienciano ganó la copa, empezó a hablar en su idioma materno: el quechua cusqueño. Decidió preparar un vocabulario quechua de fútbol para narrar partidos completos en el futuro.
En 2018 narró el Mundial de Rusia (sobre todo los partidos con participación peruana) en quechua, para lo que había practicado meses con videos de partidos de fútbol y adoptado más de quinientos términos de fútbol del castellano al quechua. Para la pelota de fútbol, creó el término Qara Q'ompo ('pelota de cuero'), que se volvió también su apodo. Soto ha narrado también partidos de fútbol de mujeres.
En 2020, en la pandemia de COVID-19, cuando estaba en la cuarentena en la comunidad de Chumo en el distrito de Sicuani, narró cuentos tradicionales en idioma quechua y los transmitió en línea por Facebook.

## Política
En las elecciones regionales de 2018, Soto postuló al gobierno regional del Cusco por el Partido Popular Cristiano (PPC), y postuló en las elecciones de 2022, al mismo cargo, por el partido Renovación Popular.